# Viața la castel
Viața la castel  (titlul original: în franceză La Vie de château) este un film de comedie francez, realizat în 1966 de regizorul Jean-Paul Rappeneau, protagoniști fiind actorii Philippe Noiret, Catherine Deneuve și Pierre Brasseur.

## Distribuție

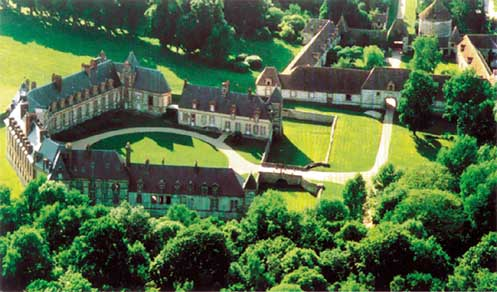
Château de Neuville, locul unde s-a turnat filmul

- Philippe Noiret – Jérôme, proprietarul castelului
- Catherine Deneuve – Marie, soția sa
- Pierre Brasseur – Dimanche, tatăl Mariei
- Mary Marquet – Charlotte, mama lui Jérôme
- Henri Garcin – Julien Pontaubert, membru al rezistenței
- Carlos Thompson – maiorul Klopstock
- Marc Dudicourt – Schimmelbeck
- Robert Moor – Plantier, grădinarul castelului
- Christian Barbier – colonelul
- Donald O'Brien – ofițerul parașutist american
- Jean-Pierre Moulin – locotenentul
- Paul Le Person – Roger, un muncitor agricol (nemenționat)
- Alexis Micha – un tânăr din rezistență

## Premii
- 1965 Premiul Prix Louis-Delluc la categoria Cel mai bun film;
- 1966 Premiul Special al Juriului la Festivalul de Film Karlovy Vary - împreună cu filmul Moartea unui birocrat de Tomás Gutiérrez Alea;